# Mistadobalina
A Mistadobalina című dal a Del Tha Funkee Homo Sapien 1991-ben megjelent kislemeze az I Wish My Brother George Was Here című albumról. A dal eredeti változata egy 1967-es The Monkees dal a Zilch monológ, melynek samplereit az együttes felhasználta.  
A "Mr. Bob Dobalina" nevet már a Monkees is csak a hangzása miatt használta az eredeti változatban. A név, pontosabban Robert Dovalina üzletvezető félrehallott neve Michael Nesmith fejében ragadt meg, miközben egy boltban (Frost Brothers Department Store, San Antonio, Texas) vásárolt a feleségével és a menedzsert a hangosbeszélőn keresték.
A dal több slágerlistára is felkerült, valamint az 1992-ben megjelent maxi CD-n az Ahonetwo, Ahonetwo Remixe szerepel.

## Megjelenések
12"  Európa Elektra – 7559-66453-0
- A1 - Mistadobalina (LP Version) - 4:18
- A2 - Mistadobalina (Remix) - 3:58
- B1 - Mistadobalina (Instrumental) - 3:58
- B2 - Burnt (Featuring The Hyrogliphics) - 4:42

## Slágerlisták
| Slágerlista (1991)                 | Legjobb helyezés |
| ---------------------------------- | ---------------- |
| Ausztria (Ö3 Austria Top 40)       | 4                |
| Németország (Media Control Charts) | 9                |
| Hollandia (Top 40)                 | 8                |
| Svédország (Sverigetopplistan)     | 9                |
| Ausztrália (ARIA)                  | 11               |
| Norvégia (VG-lista)                | 8                |

## Év végi összesítések
| Slágerlista (1992)            | Helyezés |
| ----------------------------- | -------- |
| Új-Zéland (Recorded Music NZ) | 33       |